# Сент-Вендел (тауншип, Миннесота)
Сент-Вендел (англ. St. Wendel) — тауншип в округе Стернс, Миннесота, США. На 2000 год его население составило 2313 человек.

## География
По данным Бюро переписи населения США площадь тауншипа составляет 93,4 км², из которых 92,6 км² занимает суша, а 0,8 км² — вода (0,86 %).

## Демография
По данным переписи населения 2000 года здесь находились 2313 человек, 737 домохозяйств и 649 семей.  Плотность населения —  25,0 чел./км².  На территории тауншипа расположено 747 построек со средней плотностью 8,1 построек на один квадратный километр. Расовый состав населения: 98,96 % белых, 0,30 % азиатов, 0,04 % — других рас США и 0,69 % приходится на две или более других рас. Испанцы или латиноамериканцы любой расы составляли 0,56 % от популяции тауншипа.
Из 737 домохозяйств в 47,8 % воспитывались дети до 18 лет, в 80,9 % проживали супружеские пары, в 4,5 % проживали незамужние женщины и в 11,9 % домохозяйств проживали несемейные люди. 10,2 % домохозяйств состояли из одного человека, при том 3,7 % из — одиноких пожилых людей старше 65 лет. Средний размер домохозяйства — 3,13, а семьи — 3,38 человека.
32,2 % населения — младше 18 лет, 7,1 % — в возрасте от 18 до 24 лет, 28,8 % — от 25 до 44, 25,2 % — от 45 до 64, и 6,6 % — старше 65 лет. Средний возраст — 36 лет. На каждые 100 женщин приходилось 104,7 мужчин.  На каждые 100 женщин старше 18 приходилось 105,2 мужчин.
Средний годовой доход домохозяйства составлял 57 946 долларов, а средний годовой доход семьи —  61 576 долларов. Средний доход мужчин —  38 194  доллара, в то время как у женщин — 21 914. Доход на душу населения составил 20 116 долларов. За чертой бедности находились 2,5 % семей и 2,8 % всего населения тауншипа, из которых 3,3 % младше 18 и 3,7 % старше 65 лет.